# Achiel De Keyser
Achiel Jan Baptiste De Keyser (17 april 1889 - aldaar, 27 maart 1961) was een Belgisch militair en politicus.

## Levensloop
Achiel De Keyser werd in 1909 uitgeloot voor zijn dienstplicht. Op twintigjarige leeftijd trok hij in het Belgisch leger voor een opleiding tot soldaat van vijftien maanden.
Bij de start van de België in de Eerste Wereldoorlog werd hij opgeroepen bij de algemene mobilisatie. Hij werd ingedeeld in bij de Derde Jagers te Voet, lichte troepen met als hoofdtaak verkenningsopdrachten. Ze waren gekleed in een groene tuniek met gele bies, een blauwgrijze broek en een shako (een klephoed). Het kenteken van de Jagers te Voet was het nummer van hun regiment. De Derde Jagers te Voet maakten deel uit van het zeventiende Gemengde Brigade, dat op zijn beurt deel uitmaakte van de vijfde divisie met hun hoofdkwartier in Doornik. Op 3 augustus 1914 vertrok het regiment van de Derde Jagers te Voet vanuit Doornik richting de Nete, ten Zuidoosten van Antwerpen. Daar werden Achiel en zijn medesoldaten ingezet bij het delven van loopgraven en het bouwen van stellingen.
In september 1914 werd het regiment van Achiel onder vuur genomen door Duitse kanonnen. Begin oktober verdedigden ze de belegerde stellingen van Duffel en Lier. Op 10 oktober 1914 kwamen de Derde Jagers te voet en de Zesde Jagers te Voet, waaronder Achiel, aan in Lichtervelde. Ondertussen was de Val van Antwerpen een feit. Duitsland bezette Gent en Oostende. Na twee maanden oorlog hadden 70.000 Belgische soldaten zich gehergroepeerd achter de IJzer. Achiel De Keyser bevond zich, ten tijde van de aanval op de ijzerinstelling bij Diksmuide. Op 29 oktober 1914 werd de IJzervlakte onder water gezet waardoor het Belgische Leger gered werd van een totale ondergang. Op 7 mei 1915 maakte Achiel De Keyser een aanval mee op de rechter IJzeroever. Naast de aanval waren de Derde Jagers te voet verantwoordelijk voor de uitbouw van een bruggenhoofd. Tijdens deze aanval raakte De Keyser gewond. Hij werd verzorgd in het hospitaal van Hoogstade. Eind april 1915 probeerde het Duitse leger de Derde Jagers te Voet aan te vallen, maar de aanval werd afgeslagen. Maandenlang vochten ze daar waarbij elke dag een dozijn doden vielen. Op 29 augustus 1918 werd de val van Diksmuide voorbereid door zwaar artilleriebombardement. De dag erna werd de stad ingenomen door de vierde legerdivisie. Ook Moorslede werd ingenomen door het zesde (waar Achiel bij zat) en zevende divisie. Op 10 oktober, één maand voor de wapenstilstand, raakt Achiel De Keyser levensgevaarlijk gewond bij een aanval op Beitem. Een van zijn strijdmakkers redde hem het leven door hem een uur lang te verslepen tot achter de frontlinie. Achiel zijn linkerbeen werd geamputeerd in een veldhospitaal. In 1919 werd hij ontslagen uit het hospitaal en kon hij naar huis.
Achiel had op zij vuurkaart het maximaal aantal frontstrepen staan. De acht strepen werden in rode wol op de linkermouw van het uniform geborduurd. Achiel bleef zich inzetten voor de gemeenschap. Op 4 maart 1947 werd hij burgemeester van Kwaremont.

## Onderscheidingen

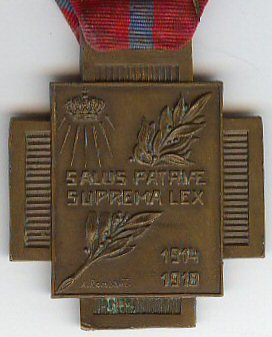
Na de oorlog kreeg Achiel De Keyser enkele onderscheidingen.

Na de oorlog kreeg Achiel De Keyser enkele onderscheidingen. Hij kreeg 9 onderscheidingen waaronder:
- Officier in de Kroonorde (zijn hoogste onderscheiding)
- Officier in de Orde van Leopold II
- Ridderkruisen met palmen in de Orde van Leopold II
- Oorlogskruis: toegekend aan militairen voor een daad van moed tegenover een vijand of omwille van minstens vijf frontstrepen of omwille van oorlogsverwondingen.
- IJzerkruis: uitgereikt aan personen die tussen 17 en 31 oktober 1914 deel uitmaakten van het leger strijdend aan de IJzer en er uitmuntend gestreden hebben.
- Vuurkruis: uitgereikt aan allen die een vuurkaart ontvangen hadden en die dus minstens 18 maanden aan de frontlijn gediend hadden.
- Overwinningsmedaille: toegewezen aan soldaten die dienstdeden in het gemobiliseerde Belgische leger tussen augustus 1914 en november 1918.
- Oorlogsherinneringsmedaille: toegekend aan burgers die de rangen van de Belgische strijdkrachten dienden gedurende de Wereldoorlog.
- De Militaire Decoratie 2de klas: uitgereikt aan onderofficieren en soldaten van Belgische strijdkrachten ofwel voor trouwe dienst, ofwel voor moed of uitzonderlijke verdienste.